# Sande (Cartelle)
Sande (llamada oficialmente San Salvador de Sande) es una parroquia y un lugar español del municipio de Cartelle, en la provincia de Orense, Galicia.

## Organización territorial
La parroquia está formada por cinco entidades de población, constando cuatro de ellas en el nomenclátor del Instituto Nacional de Estadística español:

### Entidades de población
Entidades de población que forman parte de la parroquia:
- Oleiros
- O Prado
- Parbón
- Sande

### Despoblado
Despoblado que forma parte de la parroquia:
- O Bidueiro

## Demografía

### Parroquia
| Gráfica de evolución demográfica de Sande (parroquia) entre 2000 y 2022 |
|                                                                         |
| Datos según el nomenclátor publicado por el INE.                        |

### Lugar
| Gráfica de evolución demográfica de Sande (lugar) entre 2000 y 2022 |
|                                                                     |
| Datos según el nomenclátor publicado por el INE.                    |